# Make a Wave
"Make a Wave" é um canção gravada em dueto por Joe Jonas e Demi Lovato para o projeto Disney's Friends for Change. A canção foi apresentada pela primeira vez em um show no Epcot Center, no Disney World, em 11 de fevereiro de 2010. Foi lançada como single em 26 de fevereiro de 2010, apenas na Rádio Disney, e liberada para download digital no iTunes em 15 de março de 2010. Estreou na posição #84 da Billboard Hot 100, dos Estados Unidos.
A canção está presente no filme Oceans, da Disneynature, lançado em 22 de abril de 2010. Todo o dinheiro arrecadado pelo single será usado para ajudar instituições ambientais, através do Disney Worldwide Conservation Fund. Demi Lovato e Joe Jonas apresentaram "Make a Wave" durante o reality show americano American Idol, no dia 24 de março de 2010.

## Conceito
A canção tem uma mensagem ambiental, com foco na natureza e afirmações de que pequenas ações podem ter impacto, mostrando sua ligação com o Disney's Friends for Change e com o filme Oceans. Joe Jonas afirmou em uma entrevista para o E! que "Make a Wave" é sobre "como as crianças, as famílias... [devem] fazer o que puderem para proteger o oceano". Demi Lovato afirmou que o projeto promoveu mudanças em sua vida, dizendo, "Começou com não tomar tantas garrafas de água; continuou com ter um filtro na minha casa - são as pequenas coisas que vão acabar fazendo diferença".

## Videoclipe
O videoclipe de "Make a Wave" foi gravado por Demi Lovato e Joe Jonas em 15 de fevereiro de 2010, na área litorânea da cidade de Malibu, Califórnia. O vídeo foi lançado em 14 de março de 2010 no Disney Channel. No dia seguinte, estreou online no Disney.com.

## Paradas musicais
| Parada (2010)     | Melhor posição |
| ----------------- | -------------- |
| Billboard Hot 100 | 84             |

## Histórico de lançamento
| Região         | Data                    | Formato          |
| -------------- | ----------------------- | ---------------- |
| Estados Unidos | 26 de fevereiro de 2010 | Airplay          |
| Estados Unidos | 15 de março de 2010     | Download digital |